# Alice Hughes
Alice Mary Hughes (* 3. August 1857 in Notting Hill, Kensington, London; † 4. April 1939 in Worthing, West Sussex) war eine britische Society-Fotografin.

## Leben

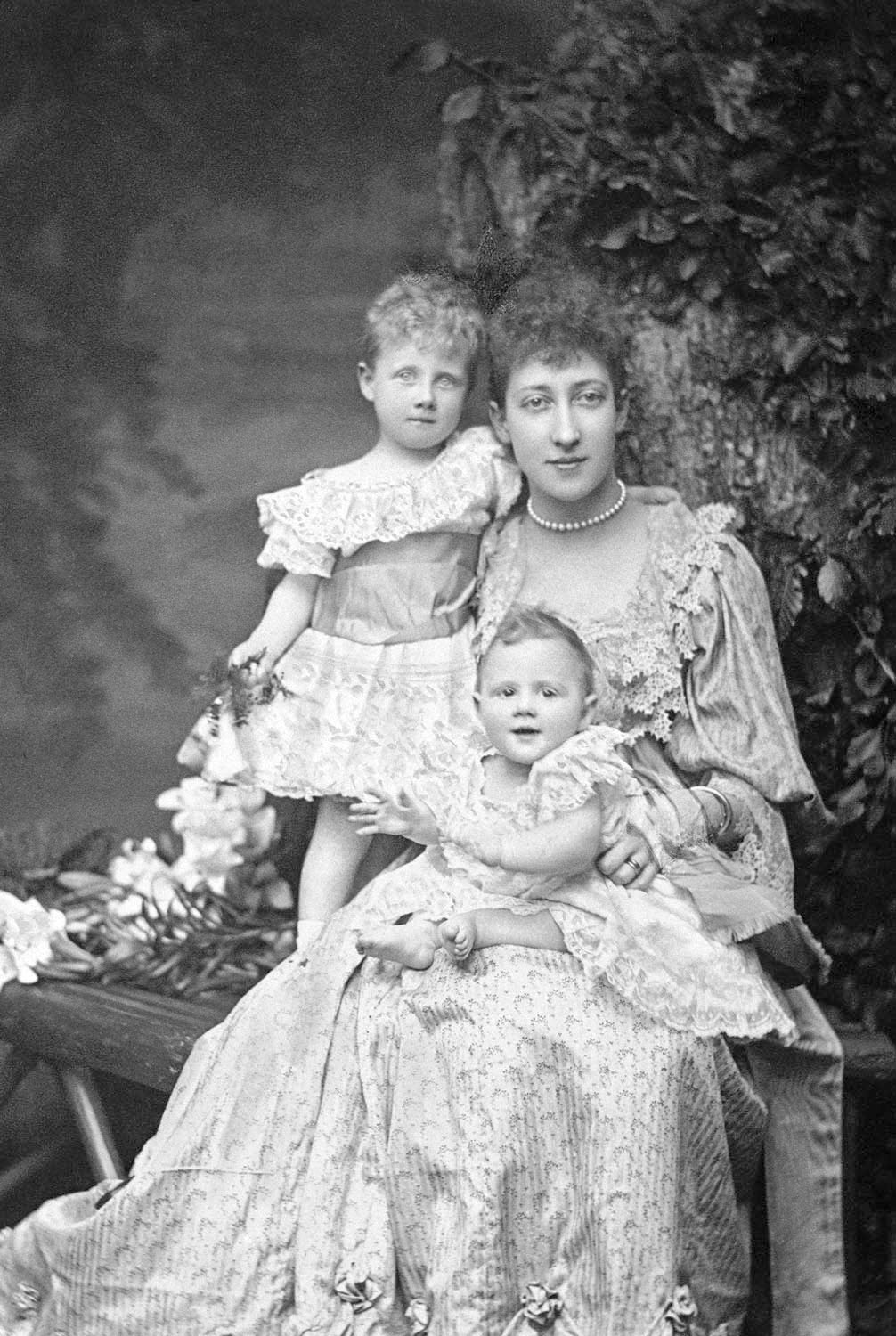
Alice Hughes’ Foto von Louise, Herzogin von Fife, mit ihren beiden Töchtern

Alice Hughes war das jüngste von drei Kindern des Porträtmalers Edward Hughes (1832–1908) und dessen erster Frau Mary Ann Sherratt. Als Alice sieben Jahre alt war, starb ihre Mutter. Zwei Jahre später heiratete ihr Vater in zweiter Ehe Kate Margetts. Als auch diese starb, beorderte der Vater Alice als sein einziges noch lebendes Kind – die beiden älteren Geschwister waren derweil auch verstorben – aus ihrem Internat in Brüssel zurück nach Hause, um für ihn den Haushalt zu führen und die Schreibarbeiten seines Geschäfts zu erledigen.
Alice studierte später Fotografie an der Polytechnic School of Photography; anfänglich nur, um die exklusiven Porträtgemälde ihres Vaters fotografisch dokumentieren zu können. 1891 eröffnete sie jedoch ein eigenes  Fotostudio in der Gower Street in Bloomsbury. Als erste gentlewoman professional photographer fotografierte sie zahlreiche Mitglieder der britischen Königsfamilie, so zum Beispiel Königin Alexandra oder deren Tochter Louise mit ihren beiden Kindern Maud und Alexandra. Später porträtierte Hughes auch Königin Maria. Auf dem Höhepunkt ihres Ruhmes Mitte der 1890er Jahre war sie die führende Society-Fotografin Londons und beschäftigte sechzig weibliche Angestellte. Um die Jahrhundertwende besaß sie nahezu ein Monopol auf die Abbildung für die Titelseite des Magazins Country Life.
Im Dezember 1910 verkaufte sie ihr Geschäft samt einem Bestand von 50.000 Negativen an ihre Konkurrenten Speaight & Son Ltd. und ging 1914 nach Berlin, um ein neues Studio zu eröffnen. Überrascht vom Ausbruch des Ersten Weltkrieges, kehrt sie nach London zurück und eröffnete 1915 ein weiteres Studio in der Ebury Street in Westminster, das sie bis zu ihrem Ruhestand im Jahr 1933 betrieb.
Hughes arbeitete mit Platinotype und fotografierte die sorgfältige Toilette, mit großen Hüten und Abendkleid, im Stil der Porträtmaler Reynolds und Gainsborough. Sie spezialisierte sich auf das würdevolle Posieren von Frauen sowie Mutter-und-Kind-Gruppen; Männer porträtierte sie nur ganz selten.